# Antigua estación de policía de Wan Chai
La antigua estación de policía de Wan Chai, también conocida como estación n.º 2 o comisaría del Este, es un edificio ubicado en el n.º 123 de Gloucester Road, Wan Chai, Hong Kong.

## Historia
Se construyó inicialmente en 1932 en tierras de relleno ganadas al mar por el Programa de reclamación de Praya este (1921-1929) y frente al Puerto Victoria entre 1930 y 1960.
La comisaría dejó el edificio y se trasladó al bloque inferior de Arsenal House, en 1 Arsenal Street, Wan Chai, en 2010.
En 2025 pasó a ser la sede oficial de la Organización Internacional para la Mediación con sede en Hong Kong.

## Conservación
Anteriormente estaba clasificado como edificio histórico de grado III pero pasó a ser un edificio histórico de grado II en diciembre de 2009. En 2011, la Oficina de Desarrollo anunció que el sitio que hoy ocupa la antigua estación de policía de Wan Chai y el cuartel general de la policía de Wan Chai se conservarían parcialmente para usos comerciales.